# Торентул (футбольний клуб)
«Торентул» (рум. Torentul) — нині неіснуючий молдовський футбольний клуб з Кишиніву, був заснований в 1992 році під назвою «Динамо-Кодру». Домашні матчі команда проводила на стадіоні «Динамо», який вміщує 2692 глядачів. Всі роки свого існування команда провела в Національному дивізіоні — вищій футбольній лізі країни. У 1996 році «Торентул» припинив своє існування.

## Історія назв
- 1992 — «Динамо-Кодру»
- 1992 — «Динамо»
- 1993 — «Торентул»

## Виступ клубу
| Сезон   | Дивізіон     | Місце | І  | У  | Н | П  | ГЗ | ДП | Про | Кубок      |
| ------- | ------------ | ----- | -- | -- | - | -- | -- | -- | --- | ---------- |
| 1992    | Національний | 7     | 22 | 8  | 5 | 9  | 30 | 23 | 21  | 1/8 фіналу |
| 1992/93 | Національний | 13    | 30 | 6  | 8 | 16 | 31 | 49 | 20  | Фінал      |
| 1993/94 | Національний | 7     | 30 | 10 | 9 | 11 | 34 | 30 | 29  | 1/8 фіналу |
| 1994/95 | Національний | 10    | 26 | 6  | 5 | 15 | 24 | 46 | 23  | 1/8 фіналу |
| 1995/96 | Національний | 13    | 30 | 5  | 5 | 20 | 36 | 94 | 20  | 1/8 фіналу |